# Lincoln Woods Wildlife Sanctuary
Das Lincoln Woods Wildlife Sanctuary ist ein 63 Acres (25,5 ha) umfassendes Schutzgebiet in Leominster im Bundesstaat Massachusetts der Vereinigten Staaten. Es wird von der Massachusetts Audubon Society verwaltet.

## Schutzgebiet
Das vorwiegend aus Wald bestehende Gebiet befindet sich im Zentrum der Stadt und stellt ein wichtiges Brutgebiet für diverse Amphibien-Arten dar. Zudem ist es der einzige Rastplatz für Zugvögel in der näheren Umgebung. Besuchern stehen 1 mi (1,6 km) Wanderwege zur Verfügung.